# Maria Ohisalo
Maria Ohisalo (Helsinki, 8 marzo 1985) è una politica finlandese, leader della Lega Verde.
Dapprima leader ad interim della Green League dopo che Touko Aalto si è dimesso a settembre 2018, dal giugno 2019 è la leader del partito Lega Verde. Eletta alle elezioni parlamentari finlandesi del 2019, è stata nominata Ministro degli Interni nel Gabinetto Rinne. Ha presieduto l'Unione dei giovani e degli studenti verdi tra il 2013 e 2014, è membro del Consiglio comunale di Helsinki dal 2017 e parlamentare dal 2019.

## Biografia

### Primi anni e studi
Ohisalo è nata nel 1985 a Vesala, nella parte orientale di Helsinki. Durante la sua infanzia ha vissuto in ristrettezze economiche, trascorrendo un anno in un rifugio, poiché i suoi genitori erano spesso disoccupati. Il problema dell'alcool di suo padre ha portato alla separazione dei genitori. Il lavoro della madre la sera e nei fine settimana, d'altra parte, le ha permesso di continuare gli studi e di continuare ad allenarsi a calcio e nell'atletica leggera in giovane età.
Si è laureata presso la Mäkelänrinne Sports Gymnasium nel 2004 e ha conseguito un master in Scienze sociali presso l'Università di Helsinki nel 2011. Nel 2017, ha ottenuto un dottorato in Sociologia presso il Dipartimento di Scienze Sociali dell'Università della Finlandia orientale, concentrandosi sugli aiuti alimentari e i senzatetto presso il Socca Social Expertise Center nell'area metropolitana di Helsinki e lavorando come ricercatrice presso la Y Foundation.

### Carriera politica
Ohisalo si è unita alla Lega Verde nel 2008, coprendo diverse funzioni: componente del gruppo di programmazione per la politica sociale e sanitaria dell'Unione verde per il periodo 2010-2011, presidente del gruppo di lavoro Affari internazionali e unione studentesca dal 2011, presidente del gruppo di lavoro per i giovani sul futuro della cooperazione nordica presso il Ministero degli affari esteri dal 2012, ha fatto parte del Consiglio di amministrazione della Nordic Youth League e del Consiglio dei Giovani e del Consiglio dei distretti ospedalieri di Helsinki e Uusimaa per il resto del 2014-2017.
Nel 2013 è stata eletta presidente del gruppo di lavoro Affari internazionali e unione studentesca (ViNO) insieme a Veli-Matti Partanen e nel 2014 con Aaro Häkkinen ed è stata una dei partecipanti alla delegazione del partito verde nel periodo 2013-2015.
Candidata alle elezioni del Parlamento europeo del 2014, ha ottenuto 3.089 voti, essendo eletta vicepresidente del Partito Verde a giugno 2015
L'anno seguente, alle elezioni parlamentari del 2015 ha ricevuto 4.087 voti; voti non sufficienti, 109 in meno rispetto al totale necessario per entrare in Parlamento.
Maria Ohisalo è stata nominata per la presidenza verde nel voto preelettorale del Partito di Tampere del 2017 e ha attirato l'attenzione, in quanto candidata relativamente sconosciuta, la sua posizione molto vicina al secondo posto nell'elezione dei sei candidati. Il 18 settembre 2018, è stata nominata vicepresidente ufficiale dei Verdi, mentre Touko Aalto era in congedo per malattia.
Membro del Parlamento nella circoscrizione elettorale di Helsinki, eletta con 11.797 voti - la settima candidata donna più popolare del paese - a giugno 2019, è stata candidata dai Verdi alla carica di ministro degli affari interni nel gabinetto di Antti Rinne. Nello stesso mese è stata eletta anche Presidente dei Verdi in una riunione del partito a Pori.

### Vita privata
Ohisalo ha giocato a calcio in FC Kontu e FC Viikingit e ha partecipato a gare di atletica leggera per Helsingin Kisa-Veikot. In età adulta, ha vinto premi nel ciclismo su pista. La consolle Nintendo è stato un suo hobby importante.. Il marito di Ohisalo è Miika Johansson.